# Промышленность Казахстана
Промышленность Казахстана — отрасль казахстанской экономики. Доля промышленности в ВВП Казахстана — 34,1 % (2017 год). Доля занятого населения в промышленности — 20,4 % (2017 год).
В настоящее время в структуре экономики Казахстана промышленность занимает почти третью часть. Горнодобывающий сектор обеспечивает более 2,9 % занятости и 18 % валовой добавленной стоимости в экономике. Инвестиции в основной капитал в добывающей промышленности сегодня составляют более 30 % от общего объёма, а в обрабатывающей промышленности всего 12 %. Казахстан, лидирующий экспортер продукции добывающих отраслей (в первую очередь за счет нефти), по показателю среднедушевого экспорта опережает все страны СНГ. Однако среднедушевой экспорт продукции обрабатывающей промышленности в Республике Казахстан вдвое ниже, чем в России.
В процессе индустриализации акцент в промышленности постепенно смещается в сторону обрабатывающей промышленности, хотя уровень её развития остается относительно невысоким. Обрабатывающая промышленность формирует менее 7 % занятости и 11 % валовой добавленной стоимости экономики страны. Для сравнения уровень производительности в обрабатывающей промышленности Казахстана в 2 раза ниже, чем в среднем по странам-членам Организации экономического сотрудничества и развития (ОЭСР), по доле занятых в обрабатывающей промышленности Казахстан уступает всем странам ОЭСР.

## Машиностроение
В 2016 году машиностроение Казахстана показало падение на 15 %, объём производства машиностроительной отрасли в 2016 году составил 720,9 млрд тенге. Данная отрасль концентрируется в трёх регионах: Карагандинской области, г. Алматы и ВКО. Рост показали производство электрооборудования и нефтегазового оборудования. Падение основано на сокращении производства с/х техники и автотранспортных средств.
Экспорт продукции машиностроения за январь-ноябрь 2016 года превысил объёмы экспорта 2015 года на 14,4 %, достигнув 669 млн долл. США. Основная причина увеличения связана с ростом экспорта отдельных товарных позиций, н-р, аккумуляторов (в 1,6 раз), подшипников (в 1,2 раза), поставки трех дизель- электрических локомотивов в Азербайджан и Таджикистан. В структуре экспорта основная доля за анализируемый период приходится на аккумуляторы и части для бурильных или проходческих машин (5,4 % и 3,0 %), подшипники (2,8 %), запорную арматуру (2,5 %).

### Железнодорожное машиностроение
Казахские предприятия железнодорожного машиностроения: Проммашкомплект, Локомотив курастыру зауыты, Электровоз қурастыру зауыты, Актюбинский рельсобалочный завод, Казахстанская вагоностроительная компания

### Электротехника
Сектор электротехники стал единственным сектором машиностроения, сохранившим рост производства по итогам 2016 года. Реальный рост составил 2,5 %, при этом увеличение производства произошло по всем ведущим товарным позициям: трансформаторы на 18,7 %, аккумуляторы на 88,3 %, кабели — 37 %, конденсаторы — на 44,8 %. Положительная динамика производства связана как с укреплением позиций на внутреннем рынке, так и наращиванием экспорта продукции, преимущественно в РФ и ряд стран СНГ. При этом, девальвация национальной валюты содействовала установлению конкурентоспособной цены реализации на экспорт, а также повлияла на сокращение объёма импортной продукции на рынке РК.

## Нефтяная промышленность
Доказанные запасы нефти и газового конденсата в Казахстане составляют 3,93 млрд тонн.
Основные крупнейшие месторождения:
- Кашаган,
- Тенгиз,
- Карачаганак,
- Узень,
- Жетыбай,
- Жанажол,
- Каламкас,
- Кенкияк,
- Каражанбас,
- Кумколь,
- Бузачи Северные,
- Алибекмола,
- Прорва Центральная и Восточная,
- Кенбай,
- Королевское. П

| 2007 | 2008 | 2009 | 2010 | 2011 | 2012 | 2013 | 2014 | 2015 | 2016 |
| ---- | ---- | ---- | ---- | ---- | ---- | ---- | ---- | ---- | ---- |
| 67,1 | 70,7 | 76,5 | 79,7 | 80,1 | 79,2 | 81,8 | 80,8 | 79,5 | 78,0 |

Крупнейшие нефтедобывающие компании:
- АО "НК «КазМунайГаз» (8,4 млн т в 2016 году),
- АО «СНПС-Актобемунайгаз» (контрольный пакет акций принадлежит китайской государственной корпорации CNPC; 4,1 млн т в 2016 году),
- АО «Мангистаумунайгаз» (6,3 млн т в 2016 году).

Большая часть действующих месторождений достигла стадии максимального уровня добычи.
| Компания                                 | 2009 | 2010 | 2011 | 2012 | 2013 | 2014 | 2015 | 2016 |
| ---------------------------------------- | ---- | ---- | ---- | ---- | ---- | ---- | ---- | ---- |
| АО "НК «КазМунайГаз»                     | 8,9  | 8,8  | 7,9  | 7,8  | 8,1  | 8,2  | 8,4  | 8,4  |
| С участием АО "НК «КазМунайГаз»          | 39,6 | 43,7 | 43,3 | 53,6 | 55,4 | 54,8 | 54,4 | 53,7 |
| в том числе:                             |      |      |      |      |      |      |      |      |
| ТОО «Тенгизшевройл»                      | 22,5 | 25,9 | 25,8 | 24,2 | 27,1 | 26,7 | 27,2 | 27,6 |
| АО «Мангистаумунайгаз»                   | 5,7  | 5,7  | 5,8  | 5,9  | 6,1  | 6,3  | 6,3  | 6,3  |
| ТОО СП «Казгермунай»                     | 3,2  | 3,1  | 3,0  | 3,1  | 3,1  | 3,0  | 3,0  | 2,9  |
| АО «Петро Казахстан-Кумколь Ресорсиз»    | 3,1  | 2,9  | 2,8  | 2,5  | 2,4  | 2,2  | 1,9  | 1,5  |
| АО «Тургай Петролеум»                    | 3,2  | 2,9  | 2,5  | 2,1  | 1,7  | 1,2  | 0,9  | 0,7  |
| АО «Каражанбасмунай»                     | 1,9  | 1,9  | 2,0  | 2,0  | 2,1  | 2,1  | 2,1  | 2,1  |
| «Карачаганак Петролеум Оперейтинг Б. В.» | 11,9 | 11,4 | 12,1 | 12,3 | 11,7 | 12,2 | 12,0 | 11,6 |
| Buzachi Operating ltd                    | 1,9  | 2,0  | 2,0  | 2,0  | 2,0  | 2,0  | 1,8  | 1,5  |
| АО «СНПС-Актобемунайгаз»                 | 6,0  | 6,1  | 6,2  | 6,1  | 5,9  | 5,0  | 4,6  | 4,1  |

## Химическая промышленность
В структуре производства химической промышленности Казахстана 64 % занимает базовая химия, в которую входит производство неорганических кислот, щелочей и их солей, взрывчатые вещества, а также лаки и краски, агрохимия (минеральные удобрения и пестициды) занимает около 21 %, нефтегазохимия представлена одним крупным предприятием и составляет 10 % в общем объёме производства химической промышленности. Потребительская химия, представленная предприятиями по производству моющих и чистящих средств, составляет 5 %.
Объём производства химической промышленности за январь-декабрь 2016 года составил 277,3 млрд тенге. ИФО промышленной продукции за отчетный период снизился по сравнению с 2015 годом и составил 97,8 %.
Рост производства хромовых соединений, минеральных удобрений и соляной кислоты не спасло ситуацию в отрасли. Основной причиной снижения ИФО является спад производства, более чем в три раза, плавиковой кислоты (26,4 %), в два раза — трифосфата натрия (49,3 %), на треть — жёлтого фосфора (61,8 %) и гипохлорита натрия (67,3 %).